# Medeolariales
De Medeolariales vormen een orde van de klasse der Leotiomycetes, behorend tot de subklasse Leotiomycetidae.

## Taxonomie
- Orde: Medeolariales
  - Familie: Medeolariaceae